# صدام حسين (منافس ألعاب قوى)
صدام حسين (بالإنجليزية: Saddam Hussain)‏ هو منافس ألعاب قوى باكستاني، ولد في 24 يونيو 1995.

## وصلات خارجية
- صدام حسين على موقع الاتحاد الدولي لألعاب القوى (الإنجليزية)